# Катастрофа DC-9 в Медане
Катастрофа DC-9 в Медане — авиационная катастрофа, произошедшая 4 апреля 1987 года. Авиалайнер McDonnell Douglas DC-9-32 авиакомпании Garuda Indonesia совершал внутренний рейс GA035 по маршруту Банда-Ачех—Медан, но при посадке в пункте назначения зацепил провода ЛЭП и рухнул на землю. Из находившихся на его борту 45 человек (37 пассажиров и 8 членов экипажа) погибли 23.

## Самолёт
McDonnell Douglas DC-9-32 (регистрационный номер PK-GNQ, заводской 47741, серийный 836) был выпущен в 1976 году и 21 июля совершил свой первый полёт. 16 декабря того же года был передан авиакомпании Garuda Indonesia, в которой получил имя Pawan. Оснащён двумя турбореактивными двигателями Pratt & Whitney JT8D-9.

## Катастрофа
Самолёт производил заход на посадку в аэропорту Медан во время грозы. Примерно в 14:40 рейс 035 задел провода линии электропередач и рухнул на землю неподалеку от взлётно-посадочной полосы. От удара о землю хвостовая часть лайнера оторвалась, после чего начался пожар.
Большинство выживших покинули горящий лайнер через пробоины в фюзеляже. Всего в катастрофе погибли 23 человека — 4 из 8 членов экипажа и 19 пассажиров; все они погибли от отравления угарным газом и ожогов. Все 22 выживших получили серьёзные травмы.

## Расследование
Предположительной причиной катастрофы стал сдвиг ветра.